# Pelomyia univittata
Pelomyia univittata är en tvåvingeart som beskrevs av Foster och Wayne N. Mathis 2003. Pelomyia univittata ingår i släktet Pelomyia och familjen Canacidae.
Artens utbredningsområde är Bolivia. Inga underarter finns listade i Catalogue of Life.